# Kari Lake

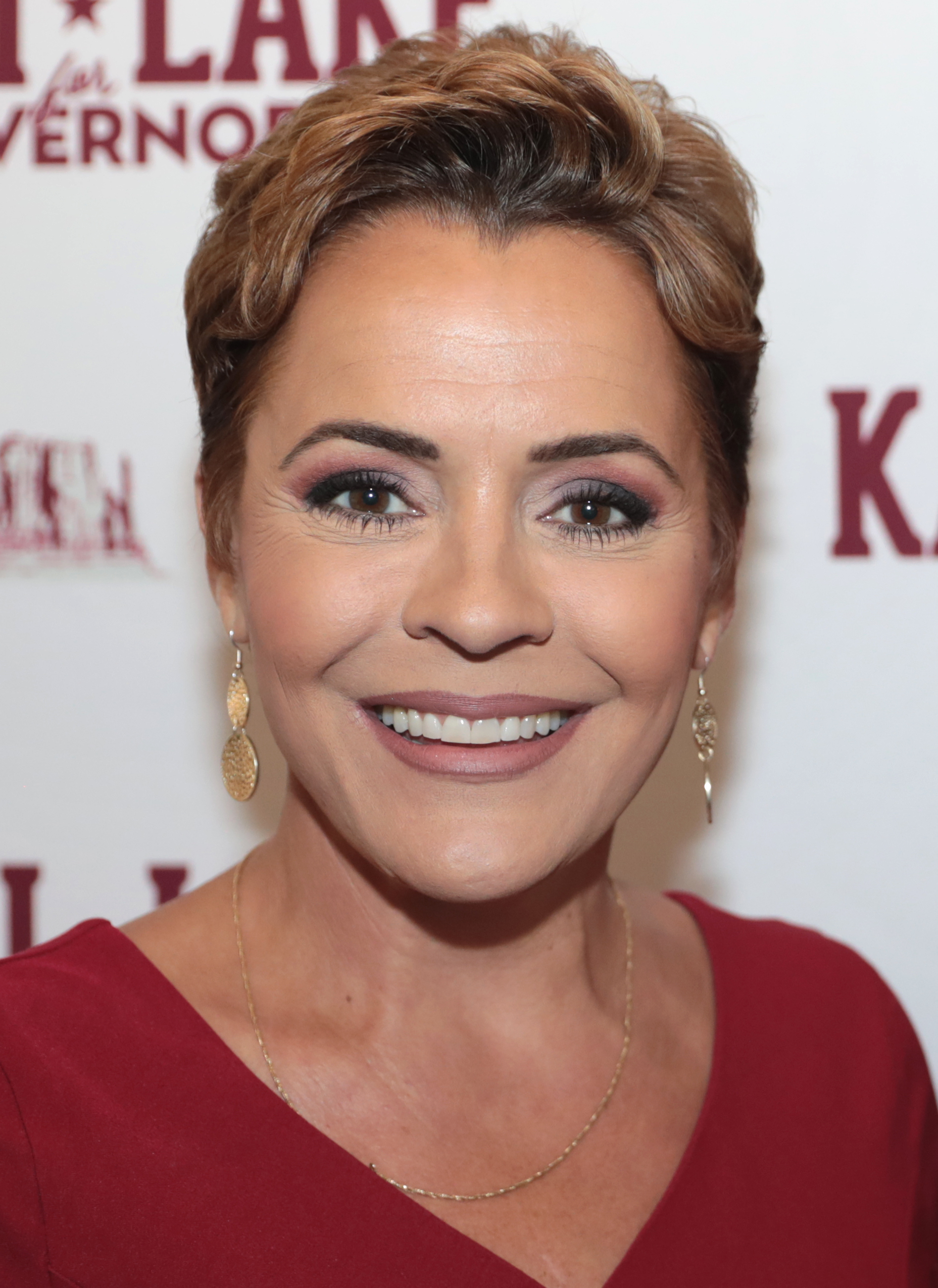
Kari Lake (2021)

Kari Ann Lake Halperin (geborene Lake; * 23. August 1969 in Rock Island, Illinois) ist eine US-amerikanische Fernsehjournalistin und Politikerin. Sie war über zwei Jahrzehnte Nachrichtensprecherin beim Fernsehsender Fox 10 Phoenix (1999–2021). Nach Beendigung ihrer TV-Karriere gab sie im Juni 2021 ihre Kandidatur für das Gouverneursamt im US-Bundesstaat Arizona bekannt. Im August 2022 setzte sie sich, unterstützt vom ehemaligen US-Präsidenten Donald Trump, bei den republikanischen Vorwahlen durch; bei den Midtermwahlen im November 2022 unterlag sie jedoch der Kandidatin der Demokraten, Katie Hobbs. Sie tritt als Propagandistin für Donald Trump auf und gehört zu den Verfechtern der Big Lie (election denier). Bei den Wahlen 2024 kandidierte sie erfolglos für das Amt eines US-Senators.

## Werdegang
Kari Lake wuchs als Jüngstes von neun Kindern in Iowa auf und ging in Eldridge auf die North Scott High School, bevor sie den Bachelor of Arts in Kommunikation und Journalismus an der University of Iowa erlangte.
Im Jahr 1991 heiratete sie erstmals.
Seit 1994 lebt sie in Arizona.
Im Jahr 1998 heiratete sie den Unternehmer Jeff Halperin, mit dem sie zwei Kinder hat.

### Medien
Im Mai 1991 begann Lake als Praktikantin bei KWQC-TV (zu NBC gehörig) in Davenport (Iowa) zu arbeiten, während sie die University of Iowa besuchte. Später wurde sie Produktionsassistentin, bevor sie 1992 zu WHBF-TV (zu CBS gehörig) nach Rock Island (Illinois) wechselte, um Tagesreporterin und Wochenend-Wettersprecherin zu werden. Im August 1994 wurde Lake von KPNX (NBC) in Phoenix (Arizona) als Wochenend-Wettersprecherin eingestellt. Später wurde sie Abendmoderatorin bei KPNX, bevor sie im Sommer 1998 zu WNYT (NBC) nach Albany (New York) wechselte. Lake kehrte 1999 nach Phoenix zurück und wurde Abendmoderatorin für den zu Fox Corporation gehörigen Sender Fox 10 Phoenix (auch KSAZ-TV bzw. Channel 10).
Für ihre journalistische Arbeit wurde sie mit einem Emmy Award ausgezeichnet. Besondere Anerkennung bekam sie im Jahr 2010 für ihre Berichterstattung über die Entfernung von Landminen in Kambodscha. Für Fox 10 Phoenix interviewte sie u. a. die beiden US-Präsidenten Barack Obama (im Jahr 2016) und Donald Trump (im Jahr 2020).
In ihren letzten Jahren als Medienschaffende verbreitete sie irreführende und unverifizierte Informationen (bspw. zu COVID-19) in sozialen Medien und erwarb sich den Ruf einer Provokateurin.
Lakes Äußerungen und Handlungen machten sie in ihren letzten Jahren auf der Station zu einer polarisierenden Figur unter ihren Mitarbeitern. Nach einer längeren Auszeit aus „persönlichen Gründen“ verließ sie Fox 10 Phoenix im März 2021, einen Tag nachdem sie auf der Conservative Political Action Conference gesichtet wurde.
In einem Kündigungsvideo warf sie den Medien generell und ihrem Sender Fake News vor. Die Beendigung ihres Engagements für den Sender begründete Lake damit, dass ihr die Richtung, in die sich der Journalismus entwickle, missfalle. Laut eigener Aussage ertappte sie sich dabei, Nachrichten vorzutragen, von denen sie nicht glaubte, dass sie der Wahrheit entsprechen, oder die nur einen Teil der Geschichte erzählen, was dazu führte, dass sie zur Angst und Spaltung in ihrem Land beitragen würde, wenn sie diesem Beruf weiter nachgehe.

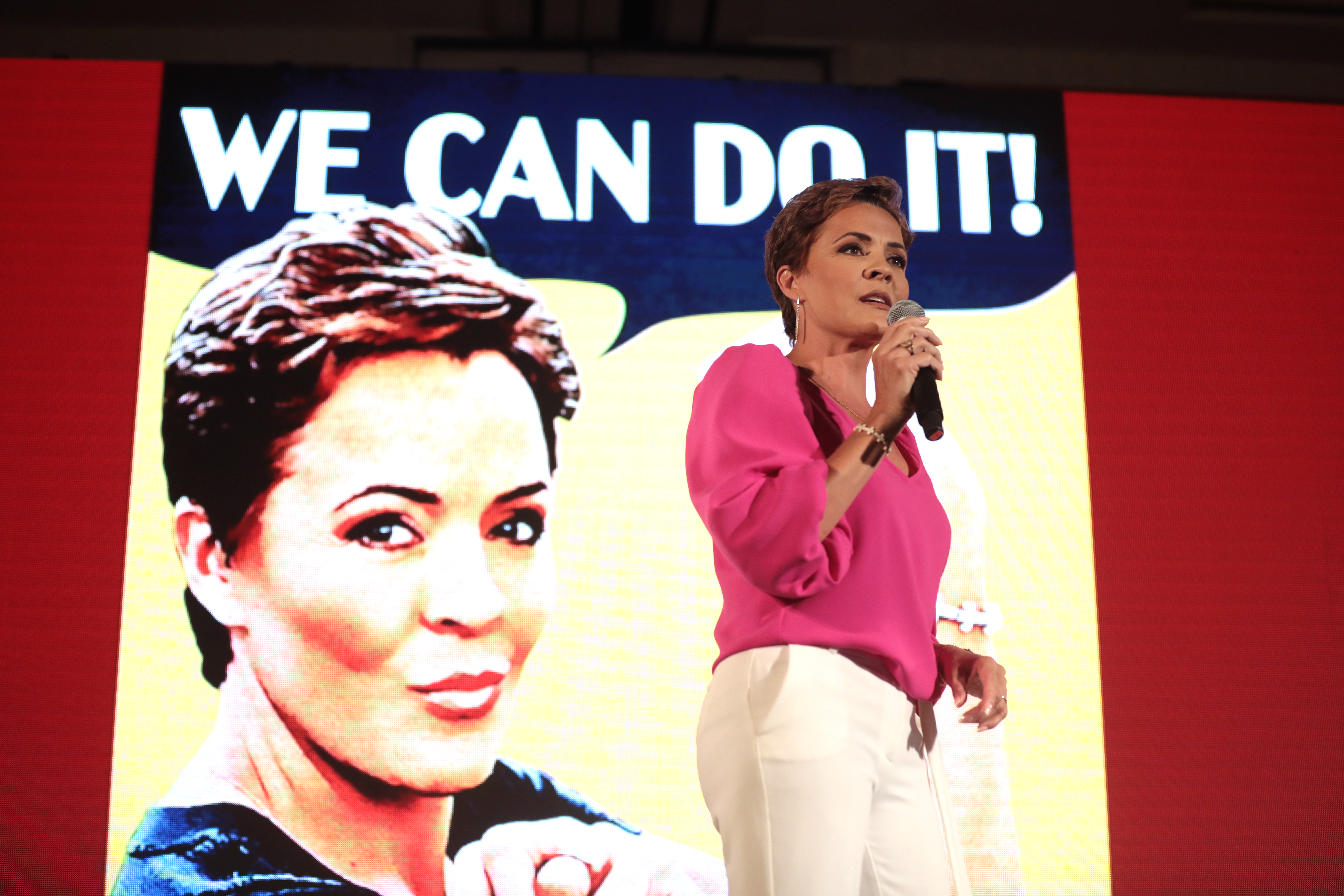
Kari Lake bei der „Stand for Freedom Rally“ (2021)

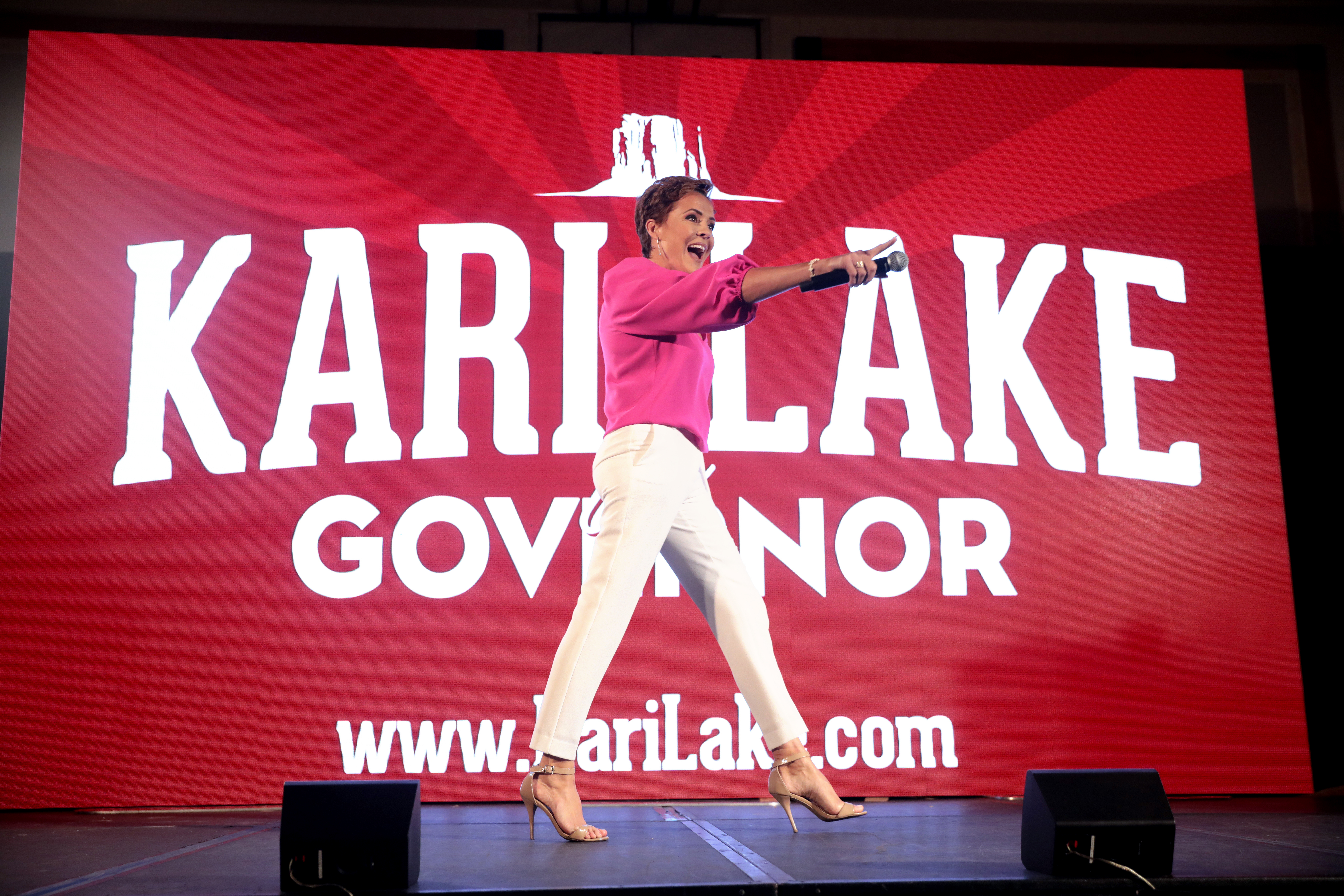
Kari Lake (2021)

Nach seinem Wahlsieg 2024 erklärte Donald Trump, dass er Kari Lake mit der Leitung von Voice of America betrauen wolle. Sie werde die die Werte Amerikas verbreiten und dafür sorgen, dass wahr und akkurat berichtet werde, anders als Fake-News-Medien, so Trump. Der staatsfinanzierte Sender strahlt sein Programm digital, im Fernsehen und im Radio in 48 Sprachen rund um die Welt aus.

### Politik
Lake war erstmalig bis November 2006 Mitglied der Republikanischen Partei. Sie erklärte den Austritt aus der Republikanischen Partei im Jahr 2006 als Reaktion auf die Kriege im Irak und in Afghanistan. Im Januar 2008 trat sie der Demokratischen Partei bei und spendete für Barack Obamas Wahlkampf vor dessen erster Präsidentschaftswahl. Im Januar 2012 wechselte sie wieder zur Republikanischen Partei.
Im Juni 2021 verkündete Lake ihre Kandidatur für die Gouverneurswahlen in den Vereinigten Staaten 2022.  Im September 2021 posierte Lake mit einer Trump-Flagge und schlug vor, dessen Büste in den Mount Rushmore zu meißeln. Daraufhin sicherte Trump ihr noch am selben Tag seine Unterstützung für den Wahlkampf zu. Zum weiteren Kandidatenkreis in den republikanischen Vorwahlen gehörte unter anderem Karrin Taylor Robson. Robson bekam die Unterstützung von Teilen des republikanischen Establishments wie Mike Pence und Arizonas scheidendem Gouverneur Doug Ducey zugesprochen.
An Wahlkampfbudget standen Lake mit 3,8 Mio. US-Dollar wesentlich weniger Mittel zur Verfügung als ihrer Kontrahentin Robson, die 18 Mio. US-Dollar ausgab.  Mit 48 % der Stimmen gewann Lake die Vorwahl, bei der sie jeden einzelnen Landkreis (County) für sich entscheiden konnte.
Dadurch trat sie gegen die Demokratin Katie Hobbs um das Gouverneursamt an, die sich einer Debatte mit Lake konsequent verweigerte. Als Begründung hierfür nannte Hobbs, dass sie von Lake nicht erwarte, sich auf ein ernsthaftes Gespräch einzulassen.
Lake legte Hobbs dies als eine Schwäche aus, indem sie schlussfolgerte, dass es ihr nicht gelingen werde, sich erfolgreich für die Belange der Menschen in Arizona einzusetzen, wenn sie sich nicht einmal zu der Debatte mit ihr in der Lage sehe.
Lake hatten neben dem scheidenden Gouverneur von Arizona, Doug Ducey, auch die prominenten republikanischen Gouverneure Ron DeSantis und Glenn Youngkin ihre Unterstützung ausgesprochen.
In den Vordergrund ihrer Kampagne stellt Lake die Sicherung der Grenze zu Mexiko sowie die Bekämpfung der Drogenkriminalität und illegalen Migration in die USA. Sie kündigte an, an ihrem ersten Tag als Gouverneurin „eine Invasion zu erklären“ und die Nationalgarde an die Grenze beordern zu wollen, um den Kampf gegen die illegale Einfuhr und den damit verbundenen, in den USA weit verbreiteten Missbrauch des Opioidanalgetikums Fentanyl aufzunehmen. Darüber hinaus will sie die Critical Race Theory aus den Schulen verbannen, Wahlen auf einen einzigen Wahltag begrenzen, Abtreibungen auf ein Minimum reduzieren und Städte daran hindern, Umsatzsteuer auf Lebensmittel sowie Mieten zu erheben. Eine weitere Forderung von Lake ist die Abschaffung des FBI. Mit populistischen Behauptungen, u. a. dass die Demokraten „Gott aus der Schule verbannen“ und „Amerikaner entwaffnen“, rief sie ihre MAGA-Fangemeinde über Twitter dazu auf, „die Basics zurückbringen: God, Guns & Glory“. Die US-Wahlen 2022 erhob sie zu einer Mission im Namen Gottes und erklärte unter anderem, sie werde Schulgebete „wieder einführen“ und Obdachlosen-Zeltstädte abreißen.
Zur US-Präsidentschaftswahl 2020 verbreitete sie mehrfach Falschinformationen und Verschwörungstheorien, unter anderem die der Big Lie.
So behauptete sie, Joe Biden habe bei jenen Wahlen keine 81 Millionen Stimmen erhalten und Arizona sei von Trump gewonnen worden; sie gehörte somit zu den prominentesten Verfechtern der Big Lie (election denier). Nachdem eine Untersuchung in Arizona keine Beweise für Wahlbetrug ergab, forderte sie, dass die Wahl „dezertifiziert“ werde (wofür es keine Rechtsgrundlage gibt, weil die US-Verfassung ein solches Verfahren nicht vorsieht bzw. ein solches Verfahren nicht existiert). Lake erklärte, dass sie Bidens Wahlsieg im Jahr 2020 in Arizona nicht beglaubigt hätte, wenn sie zu jener Zeit Gouverneurin gewesen wäre. In Bezug auf die „gestohlene Wahl im Jahr 2020“ sprach sich Lake dafür aus, ihre Kontrahentin Katie Hobbs (die im Jahr 2019 Secretary of State of Arizona wurde) zu inhaftieren. Ihrer Meinung nach seien Demokraten „Betrüger“, die Wahlen „stehlen“ und das bei den Midterms 2022 und der nächsten Wahl 2024 wieder tun würden. „Manche“ Journalisten von „korrupten Medien“ sind ihrer Meinung nach ebenfalls zu inhaftieren.
Kari Lake wurde im November 2022 bei der Wahl für das Gouverneursamt im US-Bundesstaat Arizona von Katie Hobbs geschlagen.
Nach ihrer Niederlage gegen Hobbs zog Lake die Fernsehhochrechnungen zur Gouverneurswahl in Zweifel. Auf Twitter schrieb sie, die Menschen in diesem Bundesstaat ließen sich nicht hinters Licht führen. Im Dezember klagte Lake gegen mehrere Verantwortliche der Abstimmung und behauptete in der Klageschrift, es seien illegale Stimmzettel abgegeben worden und Republikaner seien durch lange Schlangen vom Wählen abgehalten worden.
Nachdem ihre Klagen in zwei Instanzen abgewiesen worden waren, rief sie im März 2023 den Arizona Supreme Court an. Im Mai 2023 wurde die Klage dort ebenfalls abgewiesen.
Ende Juli 2024 gewann sie die Vorwahlen in ihrer Partei, um bei den Wahlen zum Senat der Vereinigten Staaten 2024 zu kandidieren. Sie musste sich in der Hauptwahl im November Ruben Gallego geschlagen geben.  Im Dezember 2024 verkündete Donald Trump, dass er Kari Lake die Leitung der Voice of America anvertrauen werde.